# Herbert Kroemer
Herbert Kroemer (n. 25 august 1928, Weimar, Landul Turingia, Republica de la Weimar – d. 8 martie 2024) a fost  un fizician german, laureat al Premiului Nobel pentru Fizică în 2000 împreună cu Jores Alferov pentru dezvoltarea heterostructurilor de semiconductori folosite în opto-electronică și în electronica de mare viteză. Cei doi au împărțit jumătate din premiu, cealaltă fiindu-i acordată lui Jack Kilby, inventatorul circuitului integrat.